# Arroyo Itapebí Grande
El arroyo Itapebí Grande  es un curso de agua uruguayo, ubicado en el departamento de Salto, perteneciente a la cuenca hidrográfica del río Uruguay. 
Nace en la cuchilla del Daymán y discurre con rumbo oeste hasta desembocar en el río Uruguay al sur de la ciudad de Constitución, en el embalse formado por la represa de Salto Grande. Sus principales afluentes son la cañada del Tala y el arroyo del Tala.